# Врублін (Опольське воєводство)
Врублін (пол. Wróblin) — село в Польщі, у гміні Ґлоґувек Прудницького повіту Опольського воєводства.
Населення — 388 осіб (2011).

## Демографія
Демографічна структура станом на 31 березня 2011 року:
|          | Загалом | Допрацездатний вік | Працездатний вік | Постпрацездатний вік |
| -------- | ------- | ------------------ | ---------------- | -------------------- |
| Чоловіки | 190     | 33                 | 135              | 22                   |
| Жінки    | 198     | 29                 | 113              | 56                   |
| Разом    | 388     | 62                 | 248              | 78                   |